# Dante Di Serego Alighieri

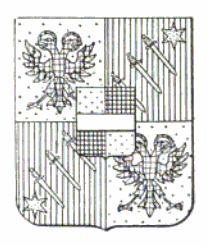
Stemma Serego Alighieri

Dante Di Serego Alighieri (Verona, 1843 – Venezia, 1895) è stato un politico e nobile italiano. Talvolta anche Dante Alighieri Di Serego, fu sindaco di Venezia dal 1879 al 1881 e dal 1883 al 1888. Gli successe nella carica Lorenzo Tiepolo nel novembre 1888. Ai tempi di Di Serego si assiste alla prima motorizzazione del trasporto pubblico, all'ampliamento dei collegamenti ferroviari, ai primi tentativi di legalizzare gli scioperi e alla fondazione del Gazzettino, il quotidiano locale. In questo periodo ebbe inizio anche la trasformazione ingegneristica della città e della laguna, così come il crescente culto pubblico degli eroi culturali e politici nazionali.

## Biografia

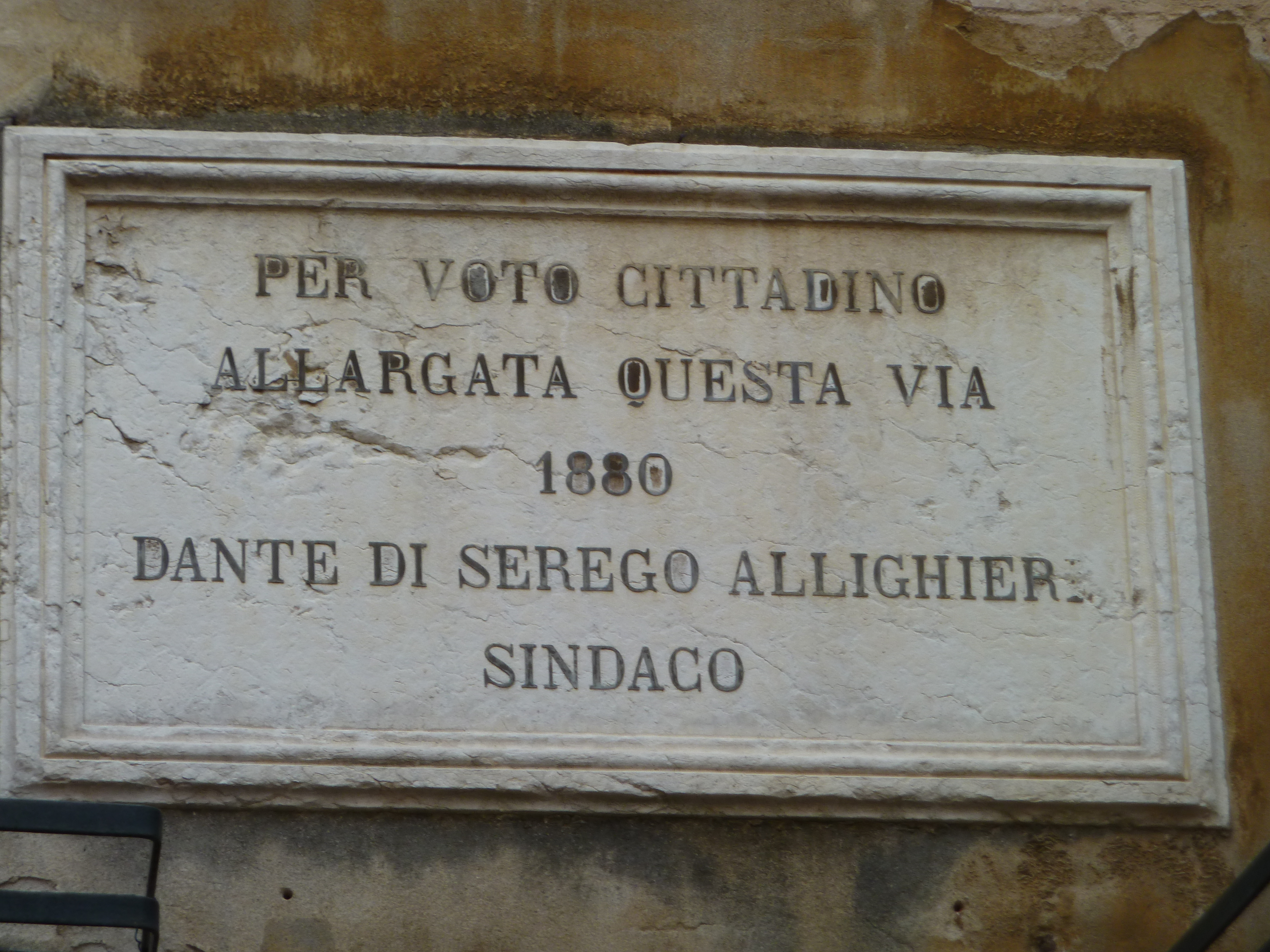
Venezia, targa ricordante lo slargo di Calle Larga XXII Marzo, che conduce alla chiesa di San Moisé

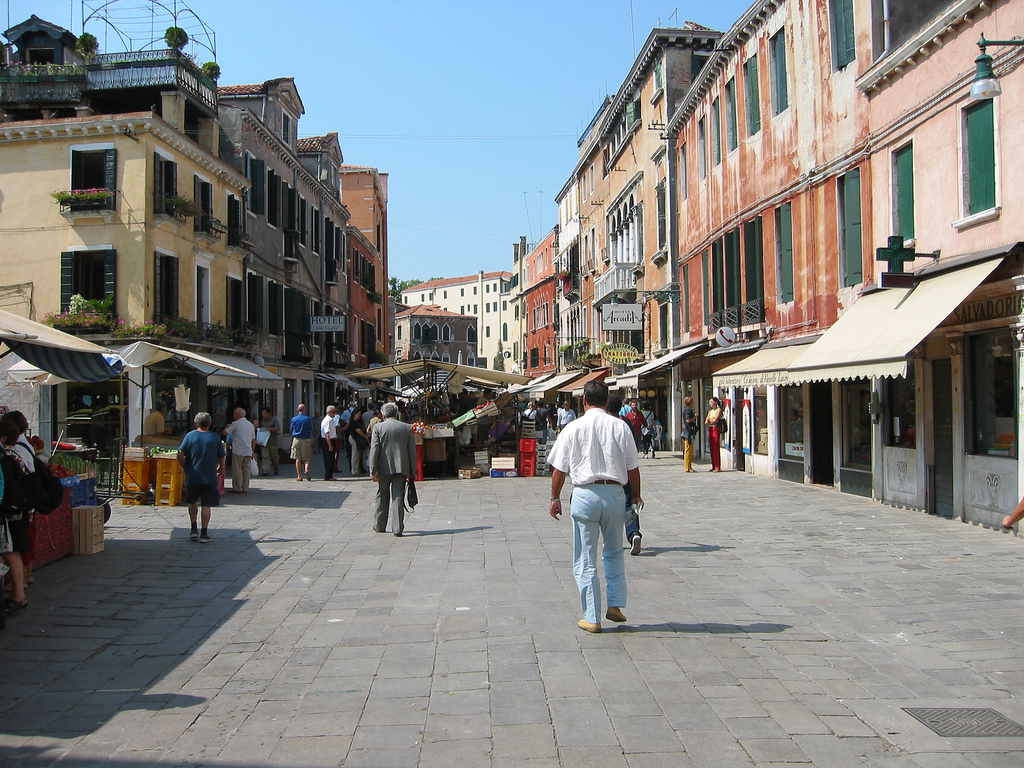
Venezia, tratto dell'odierna Strada Nova

Nato a Verona nel 1843, Di Serego fu eletto sindaco di Venezia nel 1878. Fu rieletto il 16 aprile 1883 e confermato in carica il 15 settembre 1885, carica che mantenne fino al 2 giugno 1888.
Promosse fortemente la memoria dei moti rivoluzionari di Venezia e fu uno dei promotori dell'ampliamento di Calle Larga XXII Marzo nel 1880. Promosse inoltre l'ampliamento della linea ferroviaria da Mestre a Portogruaro. Nel 1881 Venezia contava 129.851 abitanti.
Tra il 1880 e il 1883 fu costruita la locale Cassa di risparmio, che rappresentò un massiccio intervento nell'immagine della piazza. Lo stesso valse per l'allargamento della Strada Nova al Ponte di S. Moisè. La caserma S. Francesco di Paola, che in realtà era un ex convento dove erano di stanza i soldati, fu demolita per far posto ad un edificio scolastico, il Gaspare Gozzi.
Nel 1880 fu inaugurato il Museo Correr sulla base della fondazione di Teodoro Correr, a quel tempo ancora situato non lontano dal Fondaco dei Turchi.
Il 24 aprile 1881 la prima nave a vapore, il "vaporetto", attraversò il Canal Grande. I gondolieri , che hanno scioperato dal 1º novembre, si sono opposti alla sua introduzione. 2.000 famiglie furono colpite dalla schiacciante concorrenza. Il sindaco li ha invitati a porre fine allo sciopero. Dopo pochi giorni dovettero arrendersi, soprattutto perché le navi a vapore erano state messe in sicurezza da soldati e marinai. Nel 1883 i vaporetti viaggiarono per la prima volta dal Lido a San Zaccaria. Nel 1886, i lavoratori in sciopero, che avevano scioperato per ottenere salari più alti nel 1884-85, furono assolti per la prima volta.
Nel 1882 iniziò l'ampliamento del porto del Lido, dove nel 1884 fu costruita una caserma dei carabinieri.
Dopo che fu eretta una statua in memoria di Daniele Manin, questa fu seguita nel 1882 da una statua per Niccolò Tommaseo, opera di Francesco Barzaghi, nel 1885, una per Giuseppe Garibaldi, che fu di Augusto Benvenuti, ed infine una per il re Vittorio Emanuele II, opera di Giulio Monteverde. Il 16 febbraio 1883 Richard Wagner fu trasferito con solenne cerimonia a Bayreuth; aveva vissuto nel Palazzo Vendramin-Calergi fino alla morte, avvenuta il 13 febbraio. Nel 1884 morì Bernardino Alvise Barozzi, l'ultimo nobile ancora iscritto nel Libro d'Oro.
Il 14 dicembre 1886 il sindaco Di Serego presentò un piano di riqualificazione della città. Lo storico Pompeo Gherardo Molmenti si oppose a questi progetti il 1º febbraio 1887. A marzo venne fondato quello che sarebbe diventato il più importante quotidiano veneziano, il Gazzettino.
Il 3 agosto 1895 Serego venne rieletto sindaco, ma dovette rinunciare all'incarico a causa di una grave malattia. Morì quello stesso anno.